# Futami Hiroshi
Futami Hiroshi (二見宏志, sinh ngày 20 tháng 3 năm 1992) là mộthậu vệ bóng đá người Nhật Bản hiện tại thi đấu cho Shimizu S-Pulse ở J. League.

## Thống kê câu lạc bộ
Cập nhật đến ngày 23 tháng 2 năm 2016.
| Thành tích câu lạc bộ | Thành tích câu lạc bộ | Thành tích câu lạc bộ | Giải vô địch | Giải vô địch | Cúp                   | Cúp                   | Cúp Liên đoàn | Cúp Liên đoàn | Tổng cộng | Tổng cộng |
| Mùa giải              | Câu lạc bộ            | Giải vô địch          | Số trận      | Bàn thắng    | Số trận               | Bàn thắng             | Số trận       | Bàn thắng     | Số trận   | Bàn thắng |
| Nhật Bản              | Nhật Bản              | Nhật Bản              | Giải vô địch | Giải vô địch | Cúp Hoàng đế Nhật Bản | Cúp Hoàng đế Nhật Bản | J. League Cup | J. League Cup | Tổng cộng | Tổng cộng |
| --------------------- | --------------------- | --------------------- | ------------ | ------------ | --------------------- | --------------------- | ------------- | ------------- | --------- | --------- |
| 2013                  | Vegalta Sendai        | J1 League             | 1            | 0            | -                     | -                     | -             | -             | 1         | 0         |
| 2014                  | Vegalta Sendai        | J1 League             | 7            | 1            | 1                     | 0                     | 5             | 0             | 13        | 1         |
| 2015                  | Vegalta Sendai        | J1 League             | 13           | 0            | 2                     | 1                     | 4             | 0             | 19        | 1         |
| Tổng                  | Tổng                  | Tổng                  | 21           | 1            | 3                     | 1                     | 9             | 0             | 33        | 2         |